# Paul Hager (Regisseur)
Paul Hager (* 18. November 1925 in Remscheid; † 12. April 1983 in Dortmund) war ein deutscher Opernregisseur und Theaterintendant.

## Leben
Seine Mutter, Emmy Hager, geb. Tillmanns, war Pianistin, sein Vater Franz Paul Hager Generaldirektor des Remscheider Alexanderwerks, beide regelmäßige Besucher der Bayreuther Festspiele. Musik und Theater, aber auch das verantwortungsvolle unternehmerische Handeln des Vaters (Weltwirtschaftskrise) prägten seine Kindheit. Vom Vater vor dessen frühem Tod zum Nachfolger bestimmt, absolvierte er – nach der Rückkehr von der Front – an der Kölner Universität ein betriebswirtschaftliches Studium, das er mit der Diplomarbeit Über die Organisationsgrundlagen des deutschen Kulturtheaters abschloss.
Seine „Lehrjahre“ absolvierte er an der Bayerischen Staatsoper in München unter Rudolf Hartmann, Heinz Arnold (Regie), Georg Solti, Eugen Jochum, Ferenc Fricsay (Dirigenten), Carl Orff (Komponist) und bei den Bayreuther Festspielen unter Wieland Wagner (Regie), Hans Knappertsbusch, Herbert von Karajan (Dirigenten). Nach ersten eigenen Inszenierungen in Nürnberg wurde er in der Spielzeit 1953/54 Deutschlands damals jüngster Intendant in Heidelberg.
Im Herbst 1954 begann mit der Inszenierung von Puccinis La Bohème für die Festspielsaison („Fall Season“) der San Francisco Opera seine Zusammenarbeit mit diesem Haus, die 30 Jahre dauern sollte. Neben dem etablierten Opernrepertoire gehörten auch amerikanische Erstaufführungen zu seinen Inszenierungen: 1954 Arthur Honeggers Jeanne d’Arc au bûcher; 1958 Carl Orffs Die Kluge (Titelrolle: Leontyne Price) und Carmina Burana (Dirigent: Leopold Ludwig), (Bühnenbild: Jean-Pierre Ponnelle); 1959 Richard Strauss’ Die Frau ohne Schatten; 1960 Dmitri Schostakowitschs Ekaterina Ismailova. 1973 erhielt er für seine Verdienste die San Francisco Opera Medaille.
Ab der Spielzeit 1957/58 war Paul Hager ebenfalls regelmäßiger Gastregisseur an der Stuttgarter Oper, wo er neben Richard Strauss’ Der Rosenkavalier (1964, Dirigent: Ferdinand Leitner) und Elektra (1971, Dirigent: Carlos Kleiber) 1967 eine Neuinszenierung von Carl Orffs Antigonae herausbrachte, die zum Theaterfestival nach Athen eingeladen wurde.
1958 holte ihn Herbert von Karajan als Oberspielleiter an die Wiener Staatsoper, die der mit dessen Weggang 1964 wieder verließ. Von seinen Produktionen an diesem Haus wurde Ruggero Leoncavallos Pagliacci bis 1982 150 Mal und Charles Gounods Faust bis 1977 54 Mal gespielt. In diese „Wiener“ Zeit fielen auch seine Regiearbeiten für die Salzburger Festspiele: 1961 die Uraufführung von Rudolf Wagner-Régenys Das Bergwerk von Falun (Dirigent: Heinz Wallberg) und Wolfgang Amadeus Mozarts Idomeneo (Dirigent: Herbert von Karajan).
1964 verpflichtete ihn Erich Schumacher als Oberspielleiter der Oper zum Grillo-Theater in Essen. Daneben führten ihn Gastspielverpflichtungen an das Nationaltheater Mannheim (Salome mit Gloria Davy in der Titelrolle), nach Stuttgart, Köln, Lyon, an die Mailänder Scala (Pietro Mascagnis Cavalleria rusticana) und das Teatro Colón in Buenos Aires (Der Rosenkavalier mit Sena Jurinac, Christa Ludwig, Walter Berry, Dirigent: Erich Leinsdorf).
Nach einer krisengeschüttelten Zeit, in der der Fortbestand der Dortmunder Oper dramatisch in Frage gestellt wurde, übernahm Paul Hager 1975 als Generalintendant die künstlerische Leitung der neu aufgestellten Städtischen Bühnen Dortmund zusammen mit dem Verwaltungsdirektor Karlheinz Engels. Es war zu der Zeit ein Dreispartentheater, zu dem auch ein Kinder- und Jugendtheater gehörte. 1976 wurde mit Siegfried im großen Haus Richard Wagners unter dem Dirigenten Wilhelm Schüchter mit der Walküre begonnene Ring des Nibelungen zu Ende geführt. 1977/78 folgten, der Wagnertradition folgend, Die Meistersinger von Nürnberg und Parsifal. Auch hier gelang es ihm, seine besondere Vorliebe für moderne Musikdramen mit Alban Bergs Lulu (1977/78) und Wolfgang Fortners Bluthochzeit (1975/76) zu verwirklichen.
Paul Hager ist vor allem als Mann der Oper, der Musik, des Musikdramas und als Theaterleiter, als Organisator bekannt. Aber er war auch ein Komödiant. Schon früh 1949 stand er in München in kleinen Rollen gerne selbst auf der Bühne (so in Tobias Wunderlich), in Heidelberg rettete er eine Abendvorstellung, indem er in Molières Der eingebildet Kranke die Titelrolle übernahm. Während einer Probe zu Tschaikowskis Pique Dame brach 1983 er auf der Bühne zusammen und starb kurze Zeit später im Krankenhaus. Paul Hager hinterließ zwei Kinder.